# Csalcsiutlikve

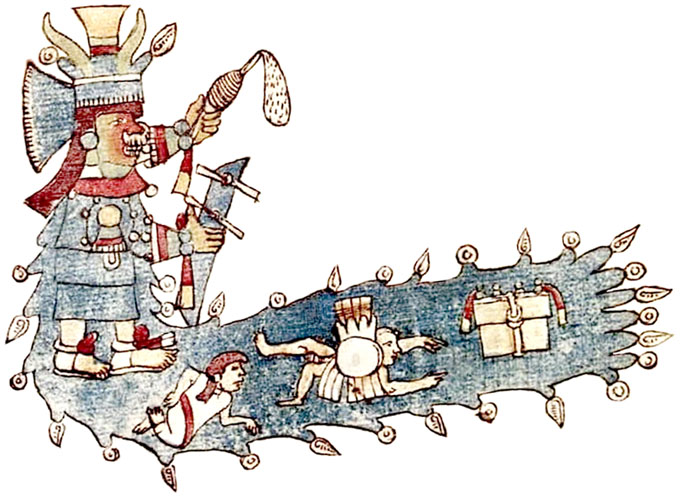
Chalchiuhtlicue-ábrázolás a Rios-kódexben

Csalcsiutlikve (spanyolos elterjedt névírással Chalchiuhtlicue, („a jáde szoknyás”) az aztékok hite szerint az édesvizek és a növények termékenységének istennője, Tlaloc, az esőisten nővére vagy felesége. Teremtésmítoszuk szerint ő vetett véget a világ negyedkorának, amikor egy hatalmas, 52 éves eső eredményeként mindent elöntő árvízzel elmosta a világot. Az embereken megkönyörült, és halakká változtatta őket, azoknak pedig, akik híven tisztelték őt, hidat épített a Földről a mennyországba.
Ő volt az újszülöttek és a halászok oltalmazója is. A komplex azték naptárban az Éjszaka kilenc és a Nappal tizenhárom társa közt is szerepel.

## Ábrázolása
Rendszerint vízililiomokkal, vízkék és zöld ruhákban, hajában időnként quetzal-tollakkal ábrázolták.